# Vedi
Vedi (armenio: Վեդի) es una comunidad urbana de Armenia perteneciente a la provincia de Ararat.
En 2011 tiene 11 384 habitantes.
Aunque el área está habitada desde el período urartiano, la primera mención de la localidad la hizo Stepanos Orbelian en el siglo XIII. Desde principios del siglo XVI y hasta principios del siglo XIX, la mayoría de la población era de etnia azerí como consecuencia de la ocupación persa; sin embargo, el tratado de Turkmenchay de 1828 incorporó la localidad a territorio ruso y en los años posteriores se alojaron aquí refugiados armenios procedentes de la localidad persa de Maku en Azerbaiyán Occidental y durante el Genocidio Armenio del siglo XX se alojaron aquí refugiados armenios procedentes de las ciudades otomanas de Van, Çatak y Muş. Una nueva oleada de migrantes de otras zonas de Armenia convirtió a los armenios en mayoría en la localidad a mediados del siglo XX. En 1963 adquirió el estatus de asentamiento de tipo urbano.
Se sitúa unos 10 km al este de Artashat, sobre el inicio de la carretera H10 que une dicha ciudad con la vecina provincia de Vayots' Dzor.